# Klimakterium
Das Klimakterium (von griechisch κλιμακτήρ klimaktér „Sprosse einer Leiter“, im übertragenen Sinne „kritischer Zeitpunkt im Leben eines Menschen“, ursprünglich im Kontext der antiken Astrologie gebraucht) bezeichnet bei der Frau (sowie bei Kühen von Grind- und Schwertwal) die Jahre der hormonellen Umstellung, im Deutschen früher auch Stufenjahre genannt, vor und nach der Menopause mit dem Übergang von der reproduktiven zur postmenopausalen Phase. Diesen mit dem Rückgang der Gonadenfunktion einhergehenden Zeitabschnitt bezeichnet man auch als Wechseljahre als jene Phase im Leben einer Frau, in der die Eierstöcke allmählich aufhören, Sexualhormone zu produzieren sowie befruchtungsfähige Eizellen bereitzustellen.

## Beginn
Bei manchen Frauen beginnt bereits mit 40 Jahren das Klimakterium, bei anderen erst Mitte 50. Mit Ende 50 haben die meisten Frauen die Wechseljahre hinter sich. Wenn die Eierstöcke operativ entfernt werden, setzt das Klimakterium unmittelbar ein. Beginnt das Klimakterium vor dem 40. Lebensjahr, spricht man in der Medizin auch vom Climacterium praecox („vorzeitiges Klimakterium“).
Eingeteilt wird das Klimakterium in
- Prämenopause, durch den Rückgang des Progesteronspiegels kommt es zum Auftreten von ersten unregelmäßigen bzw. gelegentlich ausbleibenden Menstruationszyklen
- Menopause, die Eierstöcke stellen ihre Produktion ein und die Menstruation bleibt endgültig aus
- Perimenopause, Zeitraum zwischen der Prämenopause sowie der Postmenopause und der eigentlichen Menopause
- Postmenopause, Zeitraum von etwa zwölf Monaten nach der letzten spontanen Menstruation

Die wichtigste hormonelle Änderung ist der Rückgang des Östrogens, das in den Eierstöcken gebildet wird und den Menstruationszyklus regelt. Beim Einsetzen des Klimakteriums sinkt der Östrogenspiegel deutlich ab. Das Klimakterium führt häufig zu Schwankungen im Menstruationszyklus: Die Blutungen werden stärker oder schwächer, die Abstände dazwischen kleiner oder größer, es kann zu Abständen von einigen Monaten kommen, bis die Blutungen dann aufhören. Mit dem endgültigen Ausbleiben der Regelblutung endet die fruchtbare Zeit im Leben einer Frau.

## Beschwerden
Beschwerden, die während des Klimakteriums auftreten können, fasst man in der Medizin auch unter dem Begriff klimakterisches Syndrom zusammen. Die häufigsten Beschwerden während der Wechseljahre sind Hitzewallungen, Schweißausbrüche, Libidomangel, eine Atrophie der Scheidenschleimhhaut mit entsprechender Trockenheit, was zu Schmerzen beim Geschlechtsverkehr, zu Scheidenentzündung und zu Blutungen führen kann. Auch wenn die genauen Mechanismen noch ungeklärt sind, scheint das Hormon Östrogen ein entscheidender Botenstoff der Hitzewallungen zu sein. Insbesondere nächtliche Hitzewallungen und Schweißausbrüche können zu Schlafstörungen führen, die wiederum psychische Veränderungen zur Folge haben können.
Weitere Beschwerden, die während der Wechseljahre auftreten können, sind Schwindelgefühle, leichteres Ermüden, Antriebslosigkeit, Palpitationen, Reizbarkeit, Aggressivität, Nervosität, erhöhte Verletzlichkeit (Vulnerabilität), Stimmungsschwankungen bis hin zu Depressionen, Verminderung des Selbstwertgefühls, Gedächtnisstörungen, Konzentrationsschwäche, Harninkontinenz, Verstopfung, Durchfall, trockene Haut, trockene Schleimhäute, Herzbeschwerden, Gewichtszunahme, Gelenk- und Muskelschmerzen, Haarausfall, verstärkter Haarwuchs im Gesicht, verlängerte Menstruationen (bis zu vier Wochen). Darüber hinaus begünstigt die Hormonumstellung, insbesondere der Rückgang an Östrogen, das Auftreten von Osteoporose. Des Weiteren werden Änderungen des Stoffwechsels und damit assoziierte Erkrankungen wie Diabetes mellitus beobachtet. Viele der Beschwerden verschwinden nach dem Klimakterium wieder, die Zunahme an Körpermasse, viszeralem Fett sowie Bauch- und Hüftumfang können von Betroffenen auch postmenopausal noch als belastend empfunden werden.

## Behandlung
Zur Linderung vegetativer Beschwerden, wie zum Beispiel Hitzewallungen, können Pflanzenpräparate wie Traubensilberkerze, Mönchspfeffer, Rotklee, Schafgarbe, Soja oder sibirischer Rhabarber eingesetzt werden. Auch die Einnahme von Anticholinergika kann wechseljahresbedingte Schweißausbrüche lindern. Hierbei kommen Wirkstoffe wie Bornaprin oder Methantheliniumbromid in Frage. Es gibt wissenschaftliche Studien, die darauf hinweisen, dass Melatonin die neurovegetativen Beschwerden im Klimakterium beheben kann.
Nutzen und Schaden einer lokalen oder systemischen Hormonersatztherapie wurden noch 2003 kontrovers diskutiert. Dabei wird zwischen Hormonpräparaten unterschieden, die rein synthetisch sind, aus pflanzlichen Bestandteilen wie Yamswurzel bestehen oder tierische Bestandteile enthalten (wie den Urin trächtiger Stuten).
Klinische Studien zeigen, dass Hormonersatztherapien gegen Symptome wie Hitzewallungen und vaginale Trockenheit die besten Wirkungen erzielten. Andererseits werden Hormonersatztherapien mit einem erhöhten Risiko für das Auftreten verschiedener Krankheiten wie Brustkrebs oder Herzinfarkt in Verbindung gebracht.
In Deutschland übernehmen Krankenkassen die Kosten für Hormonersatztherapien unter anderem, weil der Knochenmasseverlust so abgebremst wird, was das Risiko an Osteoporose zu erkranken deutlich senkt. Im Vergleich zur Testgruppe sank das Frakturrisiko bei Anwenderinnen einer Kombinationstherapie mit konjugierten Pferde-Östrogenen und Medroxyprogesteronacetat um rund 27 Prozent, im Fall von Hüftfrakturen sogar um 33 Prozent.
In mehreren Studien, die unter anderem in Asien durchgeführt wurden, konnte darüber hinaus nachgewiesen werden, dass auch die externe Anwendung von Östrogencreme die Knochensubstanz stärkt und den Knochenmasseverlust effizient verhindern kann.

## Vorzeitige Wechseljahre
Bis zu vier Prozent aller Frauen kommen vorzeitig in die Wechseljahre. Je nach medizinischer Definition kann dies bedeuten, dass das Klimakterium vor dem 35. beziehungsweise 40. Lebensjahr eintritt. Vorzeitige Wechseljahre können natürliche Ursachen haben, beispielsweise genetisch bedingt sein oder durch Autoimmunerkrankungen hervorgerufen werden. Andererseits sind sie auch häufig auf medizinische Eingriffe zurückzuführen, wie beispielsweise Chemotherapien oder der Entfernung der Eierstöcke. Gerade wenn noch ein unerfüllter Kinderwunsch besteht und die Familienplanung noch nicht abgeschlossen ist, können vorzeitige Wechseljahre weitreichende Folgen haben und für betroffene Frauen psychisch sehr belastend sein.